# Loftbod fra Småland (Frilandsmuseet)
Frilandsmuseets Loftbod fra Småland er placeret blandt de øvrige svenske bygninger. En loftbod er et forrådshus i to etager med svalegang og udvendig trappe. Loftboden fra Småland viser en gammel bygningsform både hvad angår konstruktion og funktion og blev hentet til Frilandsmuseet af museets stifter Bernhard Olsen.
Loftboden fra Småland og gården fra Halland, var de første bygninger i Bernhard Olsens Frilandsmuseum, da han åbnede ”Bygningsmuseet i Kongens Have” i 1897. Allerede i 1901 blev begge bygninger flyttet til Sorgenfri.
Der var to grunde til at loftboden var interessant for Bernhard Olsen. For det første repræsenterede den byggeskik fra gamle danske provinser i Sverige. 
Loftboden skulle egentlig have været fra Blekinge, som var gammelt dansk område. Men loftboderne var ikke særlig udbredte i Blekinge, så det blev nødvendigt at hente den på den anden side af grænsen i Småland. 
Den anden grund til Bernhard Olsens interesse, er derfor vigtigere, nemlig at vise en bygning, som var ”Bindeled mellem den ældre middelalder og den tid der skabte de danske bondegårde, som vi kender dem”, med andre ord, bygninger som for længst var forsvundet i det nuværende Danmark, men som engang måtte have eksisteret også her.
Loftboden er taget ud af en sammenhæng med andre bygninger i et gårdsanlæg ”Åbro” i Kristvalla sogn ved Nybro, ca. 35 km fra grænsen til Blekinge.

## Bygningen
Loftboden er opført helt i træ i knudetømringsteknik. Denne teknik kom antagelig til Skandinavien østfra en gang i vikingetiden, og blev i middelalderen den altdominerende bygemåde i de områder hvor man havde rigelig adgang til nåletræ, da der skulle bruges lange, lige træstykker i hele husets længde. De vandrette stokke krydser hinanden i hjørnerne, og er dér udskåret så de passer sammen.
Væggene er tætnet med mos eller lignende. De ældre knudetømrede huse har naturligt rundede stokke, mens de yngre som denne, er hugget til med økse, så væggene bliver plane. Sammenføjningerne af tømmerstokkene varierer i visse detaljer gennem tiden, og på den baggrund kan huset dateres til ca. 1700. 
Bygningens røde farve, hvis hovedbestanddel er jernoxyd, var et biprodukt ved den svovl- og vitriolfremstilling, som navnlig fandt sted ved de store kobbergruber i Falun. Farven er kendt i Middelalderen, og blev i løbet af 1700-årene stadig mere almindelig, for i det følgende århundrede at sejre fuldstændigt over tjæren som konserveringsmiddel på træbygninger.
Taget bæres af tre vandrette tømmerstykker, åse, fra gavl til gavn. Herpå ligger et tæt lag rafter med et lag birkebark og endelig et lag græstørv. Dørene har kraftige låse og nederst en firkantet udskæring, et ”kattglugg”, som gjorde det muligt for katten at komme ind og jage mus. 
Der er ingen vinduer i rummene, lys kommer kun ind gennem døren, når den er åben.  Den øverste etage er forsynet med en svalegang der springer mod vest frem, og som bæres af tværbjælker, hvorpå også loftets brede gulvbrædder hviler. Fra svalen er adgang til det sydlige loftsrum og herfra videre til det nordre loftsrum. Begge rum har små udhuggede vindueshuller i stokkene, som kan lukkes med en lille lem.
Under boden var der oprindeligt en kælder med indgang under trappen til svalegangen, men kælderen er ikke genskabt på Frilandsmuseet, selvom kombinationen af loftbod og kælder synes at være et gammelt træk.
Desværre er hverken inventar eller brugbare beretninger fra loftboden fulgt med til Frilandsmuseet. Indretning og funktion bygger på, hvad der vides om den slags bygninger i Småland. De udstillede genstande er indsamlet fra Kristvalle sogn og nabosogne og enkelte fra selve gården ”Åbro”.

## Indretning og brug
Loftboderne kaldes enten ”visthus” til kød, ost, smør m.m. eller ”sädesbod” til det tærskede korn. Det er forekommet, at loftboden kun havde én af disse funktioner, og på de større gårde har det været almindeligt med flere boder med forskellige funktioner. Den øverste etage er formodentligt også blevet brugt som soveplads for gårdens unge eller tilrejsende gæster.
Selve arbejdet med fødevarerne foregik ikke i boden men i køkkenet eller bryggehuset. I det nordre rum på nederste etage blev opbevaret mel, smør, ost og lignende. Der står en vældig ”bing”, store tønder, sigter, dejtrug, hjemmevævede sække til mel og kurve af forskellig størrelse bl.a. til kartofler. Rivejern og et lille sold til fremstilling af kartoffelmel. 
Kurv til ostemassen så vallen kunne presses ud, tejne og bøtte til smør. I det søndre rum i bodens nederste etage blev opbevaret kød og flæsk. 
Her ses derfor en slagtebænk, et par slagtetrug, en drabelig kølle til at slå grisen ned med og saltkar til kødet. 
I loftet ses flere kroge til at hænge kød på i sikkerhed for rotterne. Der ses også en masse beholdere til tyttebær og enebær hvoraf der bl.a. blev lavet syltetøj og den yndede enebærsdrik, ved at stampe bær til mos som blev kogt og siet og hensat til gærring. 

## Loftboden som bygningstype
Loftboder er ikke noget specielt skandinavisk fænomen. Boder af lignende type kendes i store dele af Europa også det nuværende Danmark. Loftbodernes klassiske område er Bergslagen, hvorfra forbindelser med Syd- og Mellemtyskland kan have ført loftboden til Sverige i senmiddelalderen. 
Egentlige loftboder kan i Sverige først påvises i 1400-årene. Den ældste sikkert daterede er den store bod på Ornäs i Dalarne, berømt fordi Gustav Vasa overnattede der i 1520. I Norge kendes loftboderne allerede fra tidlig middelalder, og der er bevaret et stort antal fra tiden 1200-1350. 
De ældste er ofte fornemt udstyret og har nok hørt til storgårde. Efterhånden har skikken bredt sig til almindelig gårde, med samme funktion som i Sverige; madbod forneden og klædekammer og sengeloft foroven. 
Visse af disse funktioner genfinder vi i de fleste danske bondegårde i ”storstuen” eller ”øverstestuen” hvor der stod kister til gårdens tekstiler og desuden ofte en gæsteseng. Der kunne også i tilknytning til storstuen findes et eller flere forrådsrum som kunne kaldes ”kælder”, ikke forstået som jordkælder. 

## Eksterne kilder og henvisninger
- Michelsen, Peter: Frilandsmuseet ved Sorgenfri. Nationalmuseet 1984
- Frilandsmuseets vejleder, Nationalmuseet 2007
- Frilandsmuseet Arkiveret 8. juni 2012 hos  Wayback Machine

55°47′11.8″N 12°29′34.8″Ø / 55.786611°N 12.493000°Ø